# Ángel Parra Trío
Ángel Parra Trío es una banda chilena de jazz latino formada en 1989 y que ha tenido varias formaciones, pero con el común denominador de Ángel Parra como compositor y guitarrista-líder.

## Componentes

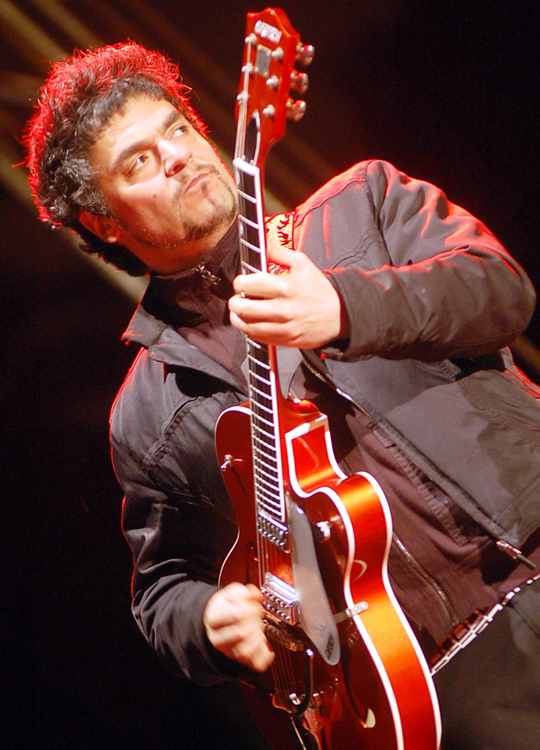
Ángel Parra, líder de la agrupación.

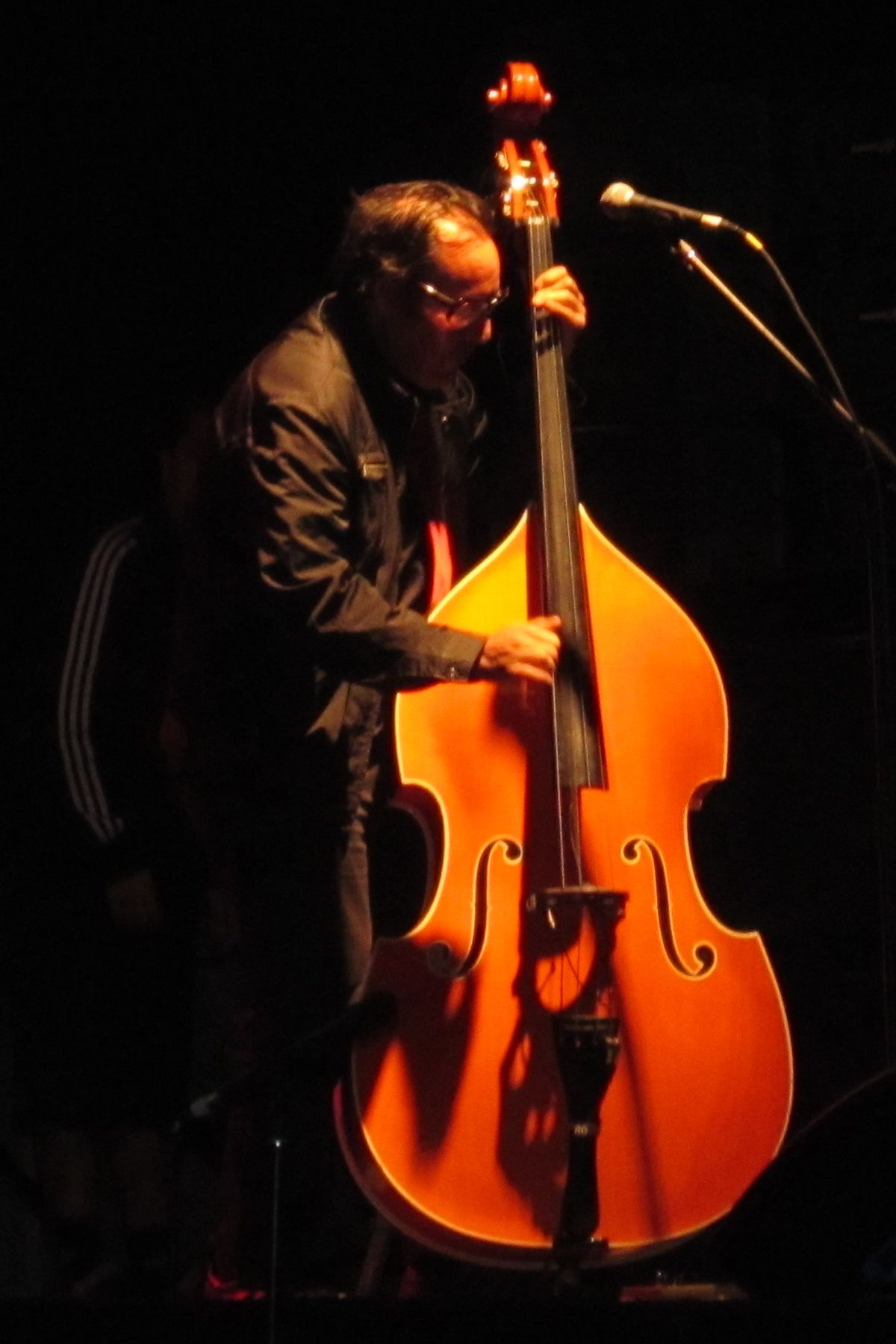
Roberto Lindl participó entre 1991 y 2013

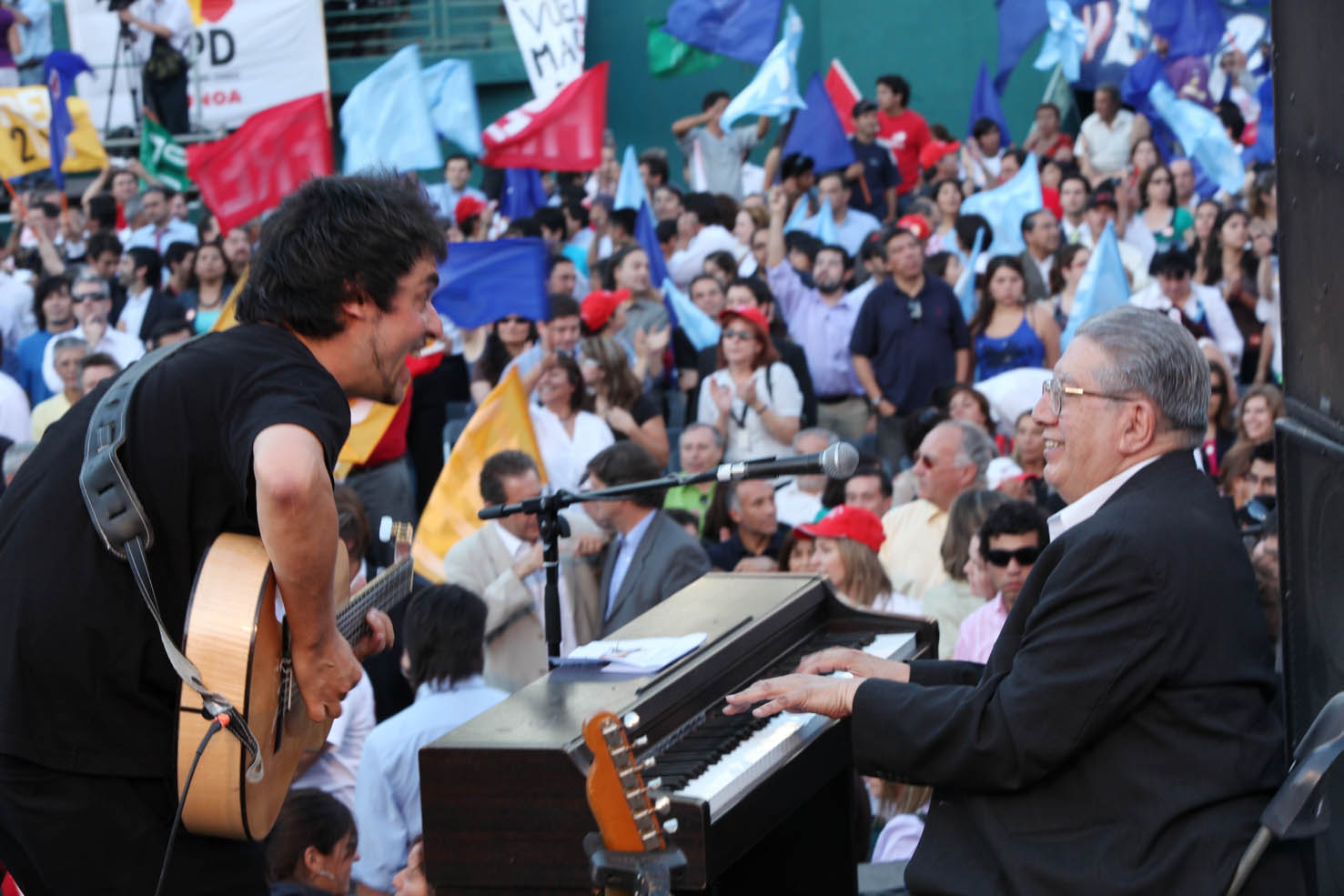
Concierto de Ángel Parra Trío. Ángel Parra junto con el pianista chileno Valentín Trujillo.

Ángel Parra (hijo), hijo del cantautor Ángel Parra y nieto de Violeta Parra, es actualmente considerado uno de los guitarristas chilenos más destacados y activos. Es destacable su participación en la banda de rock chileno Los Tres como guitarra líder y compositor, la que tuvo gran éxito a nivel americano, grabando un Unplugged para MTV durante su extensa carrera en los años 90. Su bajista, Roberto Lindl "Titae" también es el bajista de Los Tres. El baterista original de Ángel Parra Trío fue Pancho Molina, también de Los Tres.

## Estilo musical
Inicialmente el grupo era un trío que tocaba básicamente estándares de jazz estadounidense en formato acústico, es decir, sin una identidad definida. Sin embargo el grupo ha sufrido una notable evolución en los últimos discos, en los que se han incluido como miembros permanentes teclistas, DJs y hasta cantantes (destacando la colaboración del ex prisionero Jorge González y del cantante de Santos Dumont y Casanova, Julián Peña). 
Actualmente el grupo toca jazz latino (jazz fusionado con ritmos/estilos sud/latinoamericanos), logrando una sorprendente fusión con la tradición de la música popular chilena: el resultado es altamente original, atractivo y evocativo. 
Esta propuesta musical la ha convertido en la banda de jazz latino más popular de Chile, con sorprendentes volúmenes de ventas y llegando a tener sencillos tocados en las radios de música pop, rock o baladas. 
También vale la pena destacar que el ya mencionado baterista Pancho Molina, ha alcanzado gran éxito con su banda de jazz latino Los Titulares.

## Discografía
- 1992 - Ángel Parra Trío
- 1995 - Patana (álbum)
- 1996 - Piscola Standards
- 1998 - Tequila!!!
- 2000 - No junta ni pega
- 2003 - Vamos que se puede
- 2005 - Playa solitaria
- 2008 - Un año más (con Valentín Trujillo)
- 2009 - Espérame (con Valentín Trujillo)

### En directo
- 2002 - La hora feliz
- 2016 - Dulce compañía

### Colectivo
- 2005 - Tour verano 2005 (con Ángel Parra y Ventiscka)

## Miembros
Miembros actuales
- Ángel Parra –  guitarra (1989-presente)
- Andy Baeza –  batería (2007-presente)
- Eduardo Peña –  contrabajo, bajo (2022-presente)
- Mauricio Ruz –  piano (2022-presente)

Miembros antiguos
- Pablo Lecaros –  bajo (1989-1990)
- Pedro Greene –  batería (1989-1991)
- Roberto Lindl –  contrabajo, bajo (1991-2013)
- Francisco Molina –  batería (1991-1994)
- Moncho Pérez –  batería (1994-2007)
- Raúl Morales –  teclados (1998-2005)
- Camilo Salinas –  teclados (1998-2002)
- Julián Peña –  voz (2002-2004)
- Ariel Pino –  órgano (2013-2018)
- Roberto Trujillo –  bajo (2013-2018)
- Tomás Brunetti –  bajo (2018-2020)
- Juan Pablo Salvo –  trompeta (2018-2020)